# Commissione UNI - Beni Culturali NorMaL
La Commissione NorMaL (NORmalizzazione MAteriali Lapidei) è nata nel 1977, su iniziativa di un gruppo di studiosi del Consiglio Nazionale delle Ricerche e dell'Istituto Centrale per il Restauro  al fine di individuare metodologie di studio unificate e specifiche per il settore della conservazione dei materiali lapidei, nell'ambito dei Beni Culturali.  Promotore dell'iniziativa fu Giovanni Urbani (direttore dell'ICR) e convinto assertore dell'importanza e della inderogabile necessità di individuare metodologie di studio unificate.
La proposta venne presentata per la prima volta nel 1977, all'International Symposium on Conservation on Stone Materials tenutosi a Bologna, sotto l'egida dell'International Institute for Conservation (IIC). la relazione aveva il titolo di Artistic Stone Works - A proposal for the Unification of the Methods of Studying Stone Decay and of Controlling Stone Conservation, e venne presentata da un gruppo composto da Giovanna Alessandrini, Carlo Manganelli, Paola Rossi-Doria, Marisa Tabasso Laurenzi, Sergio Vannucci.
Inizialmente la Commissione venne costituita da soli quattro Gruppi di lavoro: 
- NorMaL C - metodologie chimiche,
- NorMaL P - metodologie petrografiche,
- NorMaL B - metodologie biologiche,
- NorMaL F - metodologie fisico-meccaniche).

Scopo della Commissione NorMaL era quello di stabilire metodi unificati per lo studio delle alterazioni dei materiali lapidei e per il controllo dell'efficacia dei trattamenti conservativi di manufatti di interesse storico - artistico. La Commissione pose una limitazione, almeno momentanea, ai propri lavori: interessarsi unicamente dei materiali lapidei, intendendosi con tale termine non solo le pietre naturali, ma anche i materiali artificiali utilizzati in architettura, quali stucchi, malte (indipendentemente dalla loro funzione in opera), prodotti ceramici (quali laterizi e cotti) ottenuti partendo dai materiali naturali attraverso processi particolari di lavorazione.
All'attività di normazione (sotto forma di raccomandazioni non avendo l'autorità di proporre standard) della Commissione parteciparono, fin dalla sua istituzione, specialisti di diversa appartenenza: esperti e ricercatori del CNR e del Ministero per i Beni Culturali ma anche docenti universitari, liberi professionisti (progettisti, scienziati in conservazione e restauratori), rappresentanti delle industrie interessate al settore, per un totale di circa 200 componenti, suddivisi in Gruppi e Sottogruppi di lavoro, ciascuno specializzato nelle diverse discipline scientifiche che aderiscono al settore conservativo (chimica, biologia, fisica, geologia, ecc.) o in classi particolari di materiali (malte, prodotti ceramici, ecc.) o, infine, in problematiche particolari (documentazione grafica, stato igrometrico delle strutture, ecc.).
Il coordinamento dell'attività di ciascun Gruppo fu affidato ad un ricercatore appartenente ad uno dei due enti promotori (CNR e Ministero dei Beni Culturali).  La pubblicazione dei documenti (con copyright CNR-ICR), la revisione editoriale, la diffusione degli stessi venne affidata al ICR. 
Caratteristica peculiare di molti documenti NorMaL, soprattutto quelli di tipo metodologico, è stata la base sperimentale da cui essi sempre hanno preso origine: i documenti sono sempre stati elaborati a seguito di una adeguata sperimentazione condotta in parallelo tra i diversi laboratori afferenti a Gruppi e Sottogruppi di lavoro, al fine di pervenire a documenti estremamente dettagliati in tutte le fasi contemplate nella metodologia.

## La nascita della Commissione UNI Beni Culturali NorMaL
Una profonda modifica nella struttura della Commissione avviene nel 1996 quando, in data 19 giugno, è stata firmata una convenzione tra il Ministero per i Beni Culturali e l'Ente Nazionale Italiano di Unificazione detto UNI.
Scopo della convenzione, come cita l'art. 1, è quello di attivare una collaborazione finalizzata alla elaborazione comune di norme tecniche, valide a livello nazionale ed idonee ad essere proposte a livello europeo per la creazione di un corpo armonico nel campo del recupero e del restauro. 
In particolare tale collaborazione ha lo scopo di:
- far interagire la struttura tecnica del Ministero per i Beni Culturali e la struttura tecnica dell'UNI per la messa a punto di norme tecniche d'interesse del Ministero;

- individuare le modalità, con la collaborazione della Commissione NorMaL, di utilizzo da parte del Ministero per i Beni Culturali delle norme UNI a supporto di dispositivi legislativi nazionali relativi al settore della conservazione e del restauro;

- proporre a livello europeo le normative messe a punto congiuntamente in ambito nazionale sia in ambito CEE che CEN.

I suddetti scopi vengono perseguiti attraverso due organismi (art. 2):
- un Comitato paritetico Ministero Beni Culturali/UNI composto da tre membri nominati dal Ministero e da tre membri nominati dall'UNI, con l'incarico di definire le linee generali di collaborazione e le iniziative congiunte in corso o da intraprendere.

- una Commissione tecnica Beni Culturali - UNI/ NorMaL, la cui presidenza è affidata al Coordinatore generale della Commissione NorMaL, con il compito di predisporre e realizzare programmi di normazione nel settore e di cooperare allo svolgimento di analoghi programmi europei ed internazionali.

## Attività di normazione all'interno dell'UNI
Nasce così, nell'ambito dell'UNI, una Commissione la cui attività di normazione interesserà esclusivamente il settore dei beni culturali, completando il campo di interessi dell'ente già attivo in moltissimi settori tecnici.
Inizialmente i lavori di normazione della Commissione Beni Culturali UNI NorMaL sono affidati a 19 Gruppi di lavoro (quelli già preesistenti nella Commissione NorMaL). All'interno dei Gruppi NorMaL si sono affiancati i soci dell'UNI interessati, secondo le specifiche competenze, alla conservazione dei beni culturali.
L'attivazione della nuova Commissione da parte dell'UNI permette la partecipazione italiana ai lavori delle Commissioni del Comitato europeo di normazione (CEN) garantendo così una diffusione dei documenti NorMaL a livello europeo ed impedendo che diventino obbligatorie, anche in Italia, normative proposte da altri paesi, talvolta in contrasto con le filosofie che guidano gli interventi conservativi sul patrimonio storico-artistico italiano.
Nel mese di febbraio 1997 è re-iniziata l'attività dei Gruppi, ciascuno dei quali ha proposto il proprio programma di lavoro sia per la stesura di nuovi documenti metodologici sia per la revisione dei documenti NorMaL pubblicati fino al 1995 in vista di un aggiornamento e/o completamento e, superato l'iter previsto dall'ente, con l'obiettivo della pubblicazione come norme UNI (vedi elenco norme attualmente in fase di approvazione).
In tempi recenti la struttura della commissione è stata rivista e razionalizzata riducendo ulteriormente il numero di sottogruppi.
Questo è l'elenco di quelli oggi (maggio 2012) attivi:
- GL Linee guida e terminologia
- GL Caratterizzazione e analisi dei materiali inorganici porosi che costituiscono il patrimonio culturale (con i sottogruppi Materiali lapidei naturali, Materiali lapidei artificiali ed Umidità delle murature)
- GL Valutazione di metodi e prodotti utilizzati negli interventi di conservazione su materiali inorganici porosi che costituiscono il patrimonio culturale (con il sottogruppo Materiali lapidei)
- GL Ambiente
- GL Metodi di trasporto e imballaggio
- GL Legno
- GL Strutture
- GL Biologia